# Grazy
Graziane de Jesus Coelho, mais conhecida como Grazy (São Paulo, 18 de outubro de 1983) é uma basquetebolista profissional brasileira.

## Carreira

### Clubes
Grazi já passou pelos clubes paulistas de Guarulhos, Bauru, Jundiaí e São Caetano, e pelo clube mineiro de Uberaba de Minas Gerais. Na Europa, jogou pelo Penta Faenza, da Itália. Em 2008, estava na Hungria, defendendo o Mizo Pecs.

### Seleção brasileira
Sua primeira convocação foi para o Campeonato Sul-Americano na Colômbia, em 2005. A equipe brasileira foi vitoriosa. Também participou da Copa América na República Dominicana, em que o Brasil foi vice-campeão, e Grazi fez uma boa campanha.
Participou também do basquete nos Jogos Pan-Americanos de 2007, no Rio de Janeiro, e conquistou a medalha de prata. Participou do Torneio Pré-Olímpico das Américas e o Torneio Pré-Olímpico Mundial.
Grazy fez parte do elenco da Seleção Brasileira de Basquetebol Feminino nas Olimpíadas de 2008 em Pequim. Inicialmente, a atleta não foi convocada, mas após a contusão de Érika, foi chamada no dia de embarcar para a China. Na competição, participou de apenas uma partida.